# Savitri Devi

Savitri Devi (1940)

Savitri Devi (Pseudonym von Maximine Portaz, auch gräzisiert Maximiani Portas, nach Heirat auch Savitri Devi Mukherji; * 30. September 1905 in Lyon, Frankreich; † 22. Oktober 1982 in Sible Hedingham, England) war eine Schriftstellerin und Wahl-Inderin, die in Adolf Hitler die Verkörperung eines hinduistischen Gottes sah und nach 1945 zum Idol der Neonazi-Szene wurde.

## Leben
Maximine Portaz war das einzige Kind ihrer Eltern. Ihre Mutter stammte aus England, der Vater hatte italienische und griechische Wurzeln; in Lyon wuchs das Mädchen in der griechischen Diaspora heran und wurde von der orthodoxen Kirche geprägt. Sie äußerte sich bereits in ihrer Schulzeit gegen die Französische Revolution und ihre Werte wie den Egalitarismus, entschied sich für den Vegetarismus und setzte sich für Tierrechte ein. Bis an ihr Lebensende hing sie einer engagierten Liebe zu bestimmten Tieren wie z. B. Katzen bei gleichzeitiger rassistischer Menschenverachtung an.
Maximine studierte zunächst Philosophie, anschließend zusätzlich Chemie und promovierte in Lyon mit einer Dissertation über den griechischen Philosophen Theophilos Kaïris (1784–1853), der für seine Kritik an der griechisch-orthodoxen Kirche eingekerkert worden war.
1929 nahm Maximine Portaz an einer Pilgerfahrt nach Palästina teil, in deren Verlauf ihr klar wurde, dass sie Palästina nicht als ihr „heiliges Land“ betrachten konnte. Sie fühlte sich dort von den Juden, Muslimen und Christen gleichermaßen abgestoßen.
In den dreißiger Jahren bereiste sie Indien, um den Hinduismus zu studieren, und fühlte sich dem Land und seinen Bewohnern unmittelbar verbunden. Maximiani Portaz fühlte sich nach eigenem Bekenntnis nicht als Angehörige einer einzelnen Nation, sondern als „Indogermanin“, als „Arierin“. Sie nahm sich Indien zur Wahlheimat und nannte sich fortan Savitri Devi, d. h. „Göttin Savitri“. Das indische Kastensystem interpretierte sie bewundernd als den „Triumph einer arischen Minorität über die Jahrhunderte“. Sie lernte Hindi und Bengali und fand zur Überzeugung, nur die Hindugötter könnten sich der von ihr abgelehnten jüdisch-christlichen Kultur entgegenstellen.
Schon früh zum Nationalsozialismus hingezogen, begriff Savitri Adolf Hitler als Avatar, d. h. als Verkörperung des hinduistischen Gottes Vishnu. 1937 stellte sie sich in den Dienst der Hindu-Mission in Kalkutta, die von Swami Satyananda Giri  geleitet wurde. 1939 publizierte Savitri Devi A Warning to the Hindus, worin sie den politisch dominierenden Indischen Nationalkongress attackierte, vor einer islamischen Überflutung des Landes warnte und eine Militarisierung der Hindugesellschaft gegen die muslimische Gefahr forderte. In diesem Jahr begegnete sie dem bengalischen Brahmanen Dr. Asit Krishna Mukherji, einem Verleger und Bewunderer des faschistischen Italiens Benito Mussolinis. Sie heiratete Mukherji 1940.
Im Zweiten Weltkrieg wollte Savitri – die am Ende ihres Lebens sieben Sprachen fließend sprach – für das Deutsche Reich mehrsprachige Rundfunkpropaganda in Europa machen, doch es gelang ihr nicht, einen Pass zu erhalten, um aus Britisch-Indien ausreisen zu können. Gemeinsam mit ihrem Ehemann horchte sie amerikanische Soldaten aus und trug militärisch relevante Informationen an die japanische Botschaft in Kalkutta weiter.
Die Niederlage der Deutschen im Zweiten Weltkrieg bedeutete für Savitri eine große Enttäuschung, und sie war zutiefst entmutigt und verzweifelt. In Kalkutta warf sie sich 1945 vor einem Standbild von Kali, der Göttin der Vernichtung, nieder und flehte sie an, den Untergang des Dritten Reiches zu rächen und die Richter des Nürnberger Prozesses zu töten. Sie gelobte, nach Europa zu reisen und die Nazi-Ideologie zu verbreiten. 1948 kam sie schließlich nach Deutschland und verkündete, dass das Kali-Yuga (sanskritisch „Zeitalter des Kali“) sich dem Ende nähere. Hitler, in welchem sie ein „gottgleiches Individuum“ sah, habe „der Dekadenz unserer Verfallszeit“ den Todesstoß versetzen und der Menschheit ein neues Goldenes Zeitalter (sanskritisch Satya-Yuga bzw. „Zeitalter der Wahrheit“) bringen wollen. Diese Idee verbreitete sie bis zu ihrem Tod in Schriften und Vorträgen auf der ganzen Welt.
Wegen „Verbreitens nationalsozialistischer Propaganda“ wurde sie von der Alliierten Kontrollkommission festgenommen und war etwa sechs Monate lang im Gefängnis Werl inhaftiert. Darauf kehrte sie nach Frankreich zurück, um 1953 zu einer „Pilgerreise“ nach Deutschland und Österreich aufzubrechen – die sie in ihrem Buch Pilgrimage (1958) schildert –, wo sie u. a. Hitlers Geburtshaus besuchte und am Grab seiner Eltern betete. Von Braunau fuhr sie zum Berghof auf dem Obersalzberg, nach München und Nürnberg. Sie erzählt von einer Nacht in einer Höhlung der Externsteine, die sie als altgermanisches Heiligtum ansah. Dort habe sie Tod und Wiedergeburt erlebt und bei Sonnenaufgang den Namen vedischer Götter und den Hitlers von einem Felsen herabgerufen. Sie reiste weiter durch Europa und nach Ägypten, um Nationalsozialisten zu treffen, und knüpfte dabei Kontakte zu Angehörigen ehemaliger SS-Offiziere, etwa zur Witwe von Otto Ohlendorf und dem Piloten Hans-Ulrich Rudel, der sie mit SS-Führern wie Otto Skorzeny und Leon Degrelle bekannt machte und sie in die internationale Neonazi-Szene einführte. Der Holocaustleugner Ernst Zündel gab ihre Schriften ab 1979 neu heraus und veröffentlichte Tonbandkassetten mit mehrstündigen Gesprächen mit ihr. In ihrem Buch Impeachment of Man begründete sie als eine der ersten die Tiefenökologie.
1971 kehrte Savitri nach Indien zurück, setzte aber ihre Korrespondenz mit alten Nationalsozialisten sowie Neonazis in Europa und Amerika fort. 1977 starb ihr Mann. 1982 starb Savitri Devi 77-jährig im Haus ihrer Freundin Muriel Gantry in der englischen Grafschaft Essex. Eine Urne mit ihrer Asche wurde in die Vereinigten Staaten gebracht.
Einer ihrer Biografen, der britische Historiker Nicholas Goodrick-Clarke, fasst ihr Vermächtnis folgendermaßen zusammen:

„Machtvolle antisemitische Ideen in der Form einer weltverneinenden Gnosis, arisches Heidentum als eine globale Religion weißer Übermacht und Hitler als göttliches Wesen innerhalb einer kosmischen Ordnung bilden zusammen die unheilige Theologie ihres arischen Mythos. In diesem Licht gesehen hat der Neo-Nazismus alle Charaktermerkmale einer internationalen Sekte mit einem religiösen Kult. Es gibt dort Unterwerfungspraktiken, Initiierte und Märtyrer, Prophezeiungen und Millenniumserwartungen und selbst Reliquien.“

## Werke
- Essai-Critique Sur Théophile Kaïris. Maximine Portaz, Lyon 1935
- La simplicité mathématique. Maximine Portaz, Lyon 1935
- A Warning to the Hindus. Hindu Mission, Kalkutta 1939
- The Non-Hindu Indians and Indian Unity. Hindu Mission, Kalkutta 1940
- L’Étang aux lotus. Savitri Devi Mukherji, Kalkutta, 1940
- Akhnaton’s Eternal Message: A Scientific Religion 3,300 Years Old. A. K. Mukherji, Kalkutta 1940
- Joy of the Sun: The Beautiful Life of Akhnaton, King of Egypt, Told To Young People. Thacker, Spink and Co. Ltd., Kalkutta 1942
- A Son of God: The Life and Philosophy of Akhnaton, King of Egypt. Philosophical Publishing House, London 1946
- Akhnaton: A Play. Philosophical Publishing House, London 1948
- Defiance. A. K. Mukherji, Kalkutta 1951
- Gold in the Furnace. A. K. Mukherji, Kalkutta 1952
  - dt. Ausgabe: Gold im Schmelztiegel. Erlebnisse im Nachkriegsdeutschland. Eine Huldigung an Deutschland. Editioni di Ar, Padova 1982
- The Lightning and the Sun. Savitri Devi Mukherji, Kalkutta 1958
- Pilgrimage. Savitri Devi Mukherji, Kalkutta 1958
- Paul de Tarse, ou Christianisme et Juiverie. Savitri Devi Mukherji, Kalkutta 1958
- Impeachment of Man. Savitri Devi Mukherji, Kalkutta 1959
- Long-Whiskers and the Two-Legged Goddess, or The True Story of a „Most Objectionable Nazi“ and... Half-a-Dozen Cats. Savitri Devi Mukherji, Kalkutta [1965]
- Souvenirs et réflexions d'une Aryenne. Savitri Devi Mukherji, Neudelhi 1976